# Peak Practice
Peak Practice è una serie televisiva britannica in 152 episodi trasmessi per la prima volta nel corso di 12 stagioni dal 1993 al 2002.
È una serie del genere drammatico ambientata in un ambulatorio medico in Cardale, una piccola città immaginaria nell'area del Peak District, Derbyshire, e incentrata sulle vicende dei medici che vi lavoravano. Originariamente interpretata da Kevin Whately nel ruolo del dottor Jack Kerruish, da Amanda Burton nel ruolo della dottoressa Beth Glover e da Simon Shepherd nel ruolo del dottor Will Preston, il cast è poi cambiato nel corso della serie. La serie fu cancellata il 30 gennaio 2002 e si concluse con un finale a sorpresa con due dei personaggi principali che precipitano da un dirupo. Gli spettatori scrissero alla ITV a migliaia e fu presentata una petizione per un ultimo episodio sul sito Peak Practice Online. Tuttavia, la petizione non ebbe successo e la ITV dichiarò che non avrebbe prodotto più episodi. Peak Practice fu sostituita da Sweet Medicine, un'altra serie medica ambientata nel Derbyshire; tuttavia, Sweet Medicine si rivelò molto meno popolare e durò solo una stagione prima di essere cancellata nel 2003.

## Personaggi e interpreti
- Kim Beardsmore (73 episodi, 1993-1999), interpretata da Esther Coles.
- Dottor Will Preston (72 episodi, 1993-2002), interpretato da Simon Shepherd.
- Dottor Andrew Attwood (71 episodi, 1995-2000), interpretato da Gary Mavers.
- Alice North (47 episodi, 1993-2002), interpretata da Margery Mason.
- Chloe White (46 episodi, 1993-1998), interpretata da Hazel Ellerby.
- Laura Elliott (46 episodi, 1995-1998), interpretata da Veronica Roberts.
- James White (43 episodi, 1993-1998), interpretato da Richard Platt.
- Dottoressa Erica Matthews (38 episodi, 1996-1998), interpretata da Saskia Wickham.
- Dottoressa Alex Redman (37 episodi, 2000-2002), interpretata da Maggie O'Neill.
- Dottoressa Beth Glover (36 episodi, 1993-1995), interpretata da Amanda Burton.
- Dottor Jack Kerruish (36 episodi, 1993-1995), interpretato da Kevin Whately.
- Dottor David Shearer (35 episodi, 1997-1999), interpretato da Adrian Lukis.
- Mike Pullen (34 episodi, 2000-2001), interpretato da John Bowler.
- Kate Preston (32 episodi, 1996-2002), interpretata da Shelagh McLeod.
- Dawn Rudge (30 episodi, 1997-1999), interpretata da Sarah Parish.
- Julie Pullen (29 episodi, 2000-2001), interpretata da Julia Haworth.
- Dottor Tom Deneley (28 episodi, 2000-2002), interpretato da Gray O'Brien.
- Liz Pullen (28 episodi, 2000-2001), interpretata da Regina Freedman.
- Nick Pullen (28 episodi, 2000-2001), interpretato da Karl Davies.
- Dottor Joanna Graham (24 episodi, 1999-2000), interpretato da Haydn Gwynne.
- Dottor Sam Morgan (23 episodi, 1999-2001), interpretato da Joseph Millson.
- Kerri Davidson (23 episodi, 1995-2002), interpretata da Susannah Corbett.
- Emma Shearer (23 episodi, 1996-1999), interpretata da Jenni Gallagher.
- Bridgit Mellors (22 episodi, 1999-2001), interpretata da Siobhan O'Carroll.
- Tom Shearer (22 episodi, 1997-1999), interpretato da Nicholas Harvey.
- Carol Johnson (21 episodi, 2000-2002), interpretata da Deborah Grant.
- Clare Shearer (18 episodi, 1998-1999), interpretata da Fiona Gillies.
- Ellie Ndebala (18 episodi, 1993-1994), interpretata da Sharon Hinds.
- Sarah Preston (17 episodi, 1993-1996), interpretata da Jacqueline Leonard.
- Joanne Pearson (17 episodi, 1997-1998), interpretato da Joy Brook.
- Isabel de Gines (15 episodi, 1993-1995), interpretata da Sylvia Syms.
- Kate Turner (13 episodi, 2000-2001), interpretata da Lynsey Baxter.
- Trevor Sharp (12 episodi, 1993-1995), interpretato da Shaun Prendergast.
- Lee Simms (12 episodi, 1996-1998), interpretato da Dickon Tolson.
- Claire Brightwell (12 episodi, 1997-2002), interpretata da Eva Pope.
- Sam Beardsmore (12 episodi, 1994-1998), interpretato da Andrew Chisholm.

## Produzione
La serie, ideata da Lucy Gannon, fu prodotta da Tony Virgo e Michele Buck e Damien Timmer per la Central Independent Television e girata in Inghilterra. Le musiche furono composte da Craig Pruess e John Altman.

### Registi
Tra i registi sono accreditati:
- Alan Grint in 33 episodi (1993-2001)
- Terry McDonough in 13 episodi (1999-2001)
- Rob Evans in 8 episodi (1998-2001)
- Colin Gregg in 6 episodi (1994-1995)
- Ken Grieve in 6 episodi (1999)
- A.J. Quinn in 5 episodi (1995-1997)
- David Moore in 5 episodi (1998)
- Jonny Campbell in 5 episodi (1999-2000)
- Barbara Rennie in 5 episodi (2000-2001)
- Anthony Garner in 4 episodi (1995-1997)
- Marcus D.F. White in 4 episodi (1998-1999)
- Paul Wroblewski in 4 episodi (2000)
- Bruce MacDonald in 4 episodi (2001-2002)
- Mark Roper in 4 episodi (2001-2002)
- Chris Lovett in 3 episodi (1993-1996)
- Moira Armstrong in 3 episodi (1994-1999)
- Danny Hiller in 3 episodi (1994-1995)
- Nicholas Laughland in 3 episodi (1995-1996)
- Nigel Cole in 3 episodi (1997-1998)
- Simon Massey in 3 episodi (1998)
- Simon Meyers in 3 episodi (1999-2000)
- Sue Dunderdale in 3 episodi (2000)
- Antonia Bird in 2 episodi (1993)
- Gordon Flemyng in 2 episodi (1993)
- Jon Scoffield in 2 episodi (1994-1995)
- John Woods in 2 episodi (1995)
- Richard Signy in 2 episodi (1998)
- Ken Hannam in 2 episodi (1999)
- Tim Holloway in 2 episodi (1999)
- Gill Wilkinson in 2 episodi (2000-2001)
- Graham Moore in 2 episodi (2001-2002)

### Sceneggiatori
Tra gli sceneggiatori sono accreditati:
- Lucy Gannon in 15 episodi (1993-1994)
- James Stevenson in 10 episodi (1996-2002)
- Stewart Harcourt in 8 episodi (1997-1998)
- Stuart Morris in 7 episodi (2000-2001)
- Andy de la Tour in 6 episodi (1993-1994)
- Colin Wyatt in 5 episodi (1999-2000)
- Laura Phillips in 5 episodi (1999)

## Distribuzione
La serie fu trasmessa nel Regno Unito dal 10 gennaio 1993 al 31 gennaio 2002 sulla rete televisiva Independent Television.
Alcune delle uscite internazionali sono state:
- in Francia il 4 ottobre 2002 (Médecins de l'ordinaire)
- in Danimarca il 1º ottobre 2004 (Et lægehus på landet)
- in Finlandia (Elämä käsissä)
- in Svezia (Läkarna på landet)

## Episodi
| Stagione            | Episodi | Prima TV Regno Unito |
| ------------------- | ------- | -------------------- |
| Prima stagione      | 8       | 1993                 |
| Seconda stagione    | 13      | 1994                 |
| Terza stagione      | 15      | 1995                 |
| Quarta stagione     | 10      | 1996                 |
| Quinta stagione     | 14      | 1997                 |
| Sesta stagione      | 14      | 1998                 |
| Settima stagione    | 13      | 1999                 |
| Ottava stagione     | 14      | 1999                 |
| Nona stagione       | 13      | 2000                 |
| Decima stagione     | 13      | 2000                 |
| Undicesima stagione | 13      | 2001                 |
| Dodicesima stagione | 13      | 2001-2002            |